# Grande Prêmio da Arábia Saudita de 2021
O Grande Prêmio da Arábia Saudita de 2021 (formalmente denominado Formula 1 STC Saudi Arabian Grand Prix 2021) foi a vigésima primeira etapa da temporada de 2021 da Fórmula 1. Foi disputado em 5 de dezembro de 2021, no Circuito Corniche de Gidá, na Arábia Saudita.

## Pneus
| Nome do composto | Cor | Banda de rolamento | Condições de Tempo | Dry Type                           | Aderência       | Longevidade   |
| ---------------- | --- | ------------------ | ------------------ | ---------------------------------- | --------------- | ------------- |
| Macio (C4)       |     | Slick (P Zero)     | Seco               | Soft                               | Mais aderência  | Menos durável |
| Médio (C3)       |     | Slick (P Zero)     | Seco               | Medium                             | Médio           | Médio         |
| Duro (C2)        |     | Slick (P Zero)     | Seco               | Hard                               | Menos aderência | Mais durável  |
| Intermediário    |     | Sulcos (Cinturato) | Molhado            | Intermediate (água não estagnante) | —               | —             |
| Chuva            |     | Sulcos (Cinturato) | Molhado            | Wet (água estagnante)              | —               | —             |

| Escolhas de Pneus de cada piloto para o GP da Arábia Saudita: | Escolhas de Pneus de cada piloto para o GP da Arábia Saudita: | Escolhas de Pneus de cada piloto para o GP da Arábia Saudita: | Escolhas de Pneus de cada piloto para o GP da Arábia Saudita: | Escolhas de Pneus de cada piloto para o GP da Arábia Saudita: | Escolhas de Pneus de cada piloto para o GP da Arábia Saudita: |
| ------------------------------------------------------------- | ------------------------------------------------------------- | ------------------------------------------------------------- | ------------------------------------------------------------- | ------------------------------------------------------------- | ------------------------------------------------------------- |
| Nº                                                            | Pilotos                                                       | Equipe(s)                                                     | Duro                                                          | Médio                                                         | Macio                                                         |
| 44                                                            | Lewis Hamilton                                                | Mercedes                                                      |                                                               |                                                               |                                                               |
| 77                                                            | Valtteri Bottas                                               | Mercedes                                                      |                                                               |                                                               |                                                               |
| 11                                                            | Sergio Pérez                                                  | Red Bull Racing-Honda                                         |                                                               |                                                               |                                                               |
| 33                                                            | Max Verstappen                                                | Red Bull Racing-Honda                                         |                                                               |                                                               |                                                               |
| 3                                                             | Daniel Ricciardo                                              | McLaren-Mercedes                                              |                                                               |                                                               |                                                               |
| 4                                                             | Lando Norris                                                  | McLaren-Mercedes                                              |                                                               |                                                               |                                                               |
| 5                                                             | Sebastian Vettel                                              | Aston Martin-Mercedes                                         |                                                               |                                                               |                                                               |
| 18                                                            | Lance Stroll                                                  | Aston Martin-Mercedes                                         |                                                               |                                                               |                                                               |
| 14                                                            | Fernando Alonso                                               | Alpine-Renault                                                |                                                               |                                                               |                                                               |
| 31                                                            | Esteban Ocon                                                  | Alpine-Renault                                                |                                                               |                                                               |                                                               |
| 16                                                            | Charles Leclerc                                               | Ferrari                                                       |                                                               |                                                               |                                                               |
| 55                                                            | Carlos Sainz Jr.                                              | Ferrari                                                       |                                                               |                                                               |                                                               |
| 10                                                            | Pierre Gasly                                                  | AlphaTauri-Honda                                              |                                                               |                                                               |                                                               |
| 22                                                            | Yuki Tsunoda                                                  | AlphaTauri-Honda                                              |                                                               |                                                               |                                                               |
| 7                                                             | Kimi Raikkonen                                                | Alfa Romeo-Ferrari                                            |                                                               |                                                               |                                                               |
| 99                                                            | Antonio Giovinazzi                                            | Alfa Romeo-Ferrari                                            |                                                               |                                                               |                                                               |
| 9                                                             | Nikita Mazepin                                                | Haas-Ferrari                                                  |                                                               |                                                               |                                                               |
| 47                                                            | Mick Schumacher                                               | Haas-Ferrari                                                  |                                                               |                                                               |                                                               |
| 6                                                             | Nicholas Latifi                                               | Williams-Mercedes                                             |                                                               |                                                               |                                                               |
| 63                                                            | George Russell                                                | Williams-Mercedes                                             |                                                               |                                                               |                                                               |

## Resultados

### Treino classificatório
| 1                        | 44 | Lewis Hamilton     | Mercedes              | 1:28.466 | 1:27.712 | 1:27.511 | 1  |
| 2                        | 77 | Valtteri Bottas    | Mercedes              | 1:28.067 | 1:28.054 | 1:27.622 | 2  |
| 3                        | 33 | Max Verstappen     | Red Bull Racing-Honda | 1:28.285 | 1:27.953 | 1:27.653 | 3  |
| 4                        | 16 | Charles Leclerc    | Ferrari               | 1:28.310 | 1:28.459 | 1:28.054 | 4  |
| 5                        | 11 | Sergio Pérez       | Red Bull Racing-Honda | 1:28.021 | 1:27.946 | 1:28.123 | 5  |
| 6                        | 10 | Pierre Gasly       | AlphaTauri-Honda      | 1:28.401 | 1:28.314 | 1:28.125 | 6  |
| 7                        | 4  | Lando Norris       | McLaren-Mercedes      | 1:28.338 | 1:28.344 | 1:28.160 | 7  |
| 8                        | 22 | Yuki Tsunoda       | AlphaTauri-Honda      | 1:28.503 | 1:28.222 | 1:28.442 | 8  |
| 9                        | 31 | Esteban Ocon       | Alpine-Renault        | 1:28.752 | 1:28.564 | 1:28.647 | 9  |
| 10                       | 99 | Antonio Giovinazzi | Alfa Romeo-Ferrari    | 1:28.889 | 1:28.616 | 1:28.754 | 10 |
| 11                       | 3  | Daniel Ricciardo   | McLaren-Mercedes      | 1:28.216 | 1:28.668 | —        | 11 |
| 12                       | 7  | Kimi Räikkönen     | Alfa Romeo-Ferrari    | 1:28.856 | 1:28.885 | —        | 12 |
| 13                       | 14 | Fernando Alonso    | Alpine-Renault        | 1:28.944 | 1:28.920 | —        | 13 |
| 14                       | 63 | George Russell     | Williams-Mercedes     | 1:28.926 | 1:29.054 | —        | 14 |
| 15                       | 55 | Carlos Sainz Jr.   | Ferrari               | 1:28.236 | 1:53.652 | —        | 15 |
| 16                       | 6  | Nicholas Latifi    | Williams-Mercedes     | 1:29.177 | —        | —        | 16 |
| 17                       | 5  | Sebastian Vettel   | Aston Martin-Mercedes | 1:29.198 | —        | —        | 17 |
| 18                       | 18 | Lance Stroll       | Aston Martin-Mercedes | 1:29.368 | —        | —        | 18 |
| 19                       | 47 | Mick Schumacher    | Haas-Ferrari          | 1:29.464 | —        | —        | 19 |
| 20                       | 9  | Nikita Mazepin     | Haas-Ferrari          | 1:30.473 | —        | —        | 20 |
| Tempo dos 107%: 1:34.182 |    |                    |                       |          |          |          |    |
| Fonte:                   |    |                    |                       |          |          |          |    |

Notas

### Corrida
| Pos.                                                                  | Nu. | Piloto             | Construtor            | Voltas | Tempo/Retirado    | Pit Stop | Pneus | Grid | Pontos |
| --------------------------------------------------------------------- | --- | ------------------ | --------------------- | ------ | ----------------- | -------- | ----- | ---- | ------ |
| 1                                                                     | 44  | Lewis Hamilton     | Mercedes              | 50     | 2:06:15.185       | 3        |       | 1    | 25+1   |
| 2                                                                     | 33  | Max Verstappen     | Red Bull Racing-Honda | 50     | +21.825           | 2        |       | 3    | 18     |
| 3                                                                     | 77  | Valtteri Bottas    | Mercedes              | 50     | +27.531           | 3        |       | 2    | 15     |
| 4                                                                     | 31  | Esteban Ocon       | Alpine-Renault        | 50     | +27.633           | 2        |       | 9    | 12     |
| 5                                                                     | 3   | Daniel Ricciardo   | McLaren-Mercedes      | 50     | +40.121           | 2        |       | 11   | 10     |
| 6                                                                     | 10  | Pierre Gasly       | AlphaTauri-Honda      | 50     | +41.613           | 2        |       | 6    | 8      |
| 7                                                                     | 16  | Charles Leclerc    | Ferrari               | 50     | +44.475           | 3        |       | 4    | 6      |
| 8                                                                     | 55  | Carlos Sainz Jr.   | Ferrari               | 50     | +46.606           | 2        |       | 15   | 4      |
| 9                                                                     | 99  | Antonio Giovinazzi | Alfa Romeo-Ferrari    | 50     | +58.505           | 2        |       | 10   | 2      |
| 10                                                                    | 4   | Lando Norris       | McLaren-Mercedes      | 50     | +1:01.358         | 3        |       | 7    | 1      |
| 11                                                                    | 18  | Lance Stroll       | Aston Martin-Mercedes | 50     | +1:17.212         | 3        |       | 18   |        |
| 12                                                                    | 6   | Nicholas Latifi    | Williams-Mercedes     | 50     | +1:23.249         | 3        |       | 16   |        |
| 13                                                                    | 14  | Fernando Alonso    | Alpine-Renault        | 49     | +1 volta          | 4        |       | 13   |        |
| 14                                                                    | 22  | Yuki Tsunoda       | AlphaTauri-Honda      | 49     | +1 volta          | 3        |       | 8    |        |
| 15                                                                    | 7   | Kimi Räikkönen     | Alfa Romeo-Ferrari    | 49     | +1 volta          | 3        |       | 12   |        |
| Ret                                                                   | 5   | Sebastian Vettel   | Aston Martin-Mercedes | 44     | Danos por colisão | 2        |       | 17   |        |
| Ret                                                                   | 11  | Sergio Pérez       | Red Bull Racing-Honda | 14     | Colisão           | 2        |       | 5    |        |
| Ret                                                                   | 9   | Nikita Mazepin     | Haas-Ferrari          | 14     | Colisão           | 1        |       | 20   |        |
| Ret                                                                   | 63  | George Russell     | Williams-Mercedes     | 14     | Colisão           | 2        |       | 14   |        |
| Ret                                                                   | 47  | Mick Schumacher    | Haas-Ferrari          | 8      | Acidente          | 0        |       | 19   |        |
| Volta mais rápida: Lewis Hamilton (Mercedes) – 1:30.734 (na volta 47) |     |                    |                       |        |                   |          |       |      |        |
| Fonte:                                                                |     |                    |                       |        |                   |          |       |      |        |

## Curiosidades
- Última corrida de Nikita Mazepin na Fórmula 1.

## Voltas na liderança
| Nº de Voltas | Piloto         | Voltas      |
| ------------ | -------------- | ----------- |
| 32           | Max Verstappen | 12–43       |
| 18           | Lewis Hamilton | 1–11; 44–50 |

## 2021DHLFastest Pit Stop Award

### Resultado
| 1      | 11 | Sergio Pérez    | Red Bull Racing-Honda | 2.20 | 25 |
| 2      | 16 | Charles Leclerc | Ferrari               | 2.48 | 18 |
| 3      | 14 | Fernando Alonso | Alpine-Renault        | 2.48 | 15 |
| 4      | 44 | Lewis Hamilton  | Mercedes              | 2.49 | 12 |
| 5      | 63 | George Russell  | Williams-Mercedes     | 2.50 | 10 |
| 6      | 4  | Lando Norris    | McLaren-Mercedes      | 2.99 | 8  |
| 7      | 77 | Valtteri Bottas | Mercedes              | 3.49 | 6  |
| 8      | 6  | Nicholas Latifi | Williams-Mercedes     | 6.44 | 4  |
| 9      | 18 | Lance Stroll    | Aston Martin-Mercedes | 8.94 | 2  |
| 10     | 22 | Yuki Tsunoda    | AlphaTauri-Honda      | 9.78 | 1  |
| Fonte: |    |                 |                       |      |    |

### Classificação
| Tabela do DHL Fastest Pit Stop Award \| Pos \| Construtor \| Pontos \| \| --- \| --------------------- \| ------ \| \| 1 \| Red Bull Racing-Honda \| 514 \| \| 2 \| Mercedes \| 313 \| \| 3 \| Ferrari \| 253 \| \| 4 \| Williams-Mercedes \| 203 \| \| 5 \| Aston Martin-Mercedes \| 192 \| \| 6 \| Alfa Romeo-Ferrari \| 183 \| \| 7 \| Alpine-Renault \| 149 \| \| 8 \| McLaren-Mercedes \| 129 \| \| 9 \| AlphaTauri-Honda \| 87 \| \| 10 \| Haas-Ferrari \| 1 \| |                       |        |
| Pos | Construtor            | Pontos |
| 1 | Red Bull Racing-Honda | 514    |
| 2 | Mercedes              | 313    |
| 3 | Ferrari               | 253    |
| 4 | Williams-Mercedes     | 203    |
| 5 | Aston Martin-Mercedes | 192    |
| 6 | Alfa Romeo-Ferrari    | 183    |
| 7 | Alpine-Renault        | 149    |
| 8 | McLaren-Mercedes      | 129    |
| 9 | AlphaTauri-Honda      | 87     |
| 10 | Haas-Ferrari          | 1      |

## Tabela do campeonato após a corrida
Somente as cinco primeiras posições estão incluídas nas tabelas.
| Pos | Piloto          | Pontos | Var |
| --- | --------------- | ------ | --- |
| 1   | Max Verstappen  | 369.5  | 0   |
| 2   | Lewis Hamilton  | 369.5  | 0   |
| 3   | Valtteri Bottas | 218    | 0   |
| 4   | Sergio Pérez    | 190    | 0   |
| 5   | Charles Leclerc | 158    | 1   |

| Pos | Construtor            | Pontos | Var |
| --- | --------------------- | ------ | --- |
| 1   | Mercedes              | 587.5  | 0   |
| 2   | Red Bull Racing-Honda | 559.5  | 0   |
| 3   | Ferrari               | 307.5  | 0   |
| 4   | McLaren-Mercedes      | 269    | 0   |
| 5   | Alpine-Renault        | 149    | 0   |